# Marcela Topor

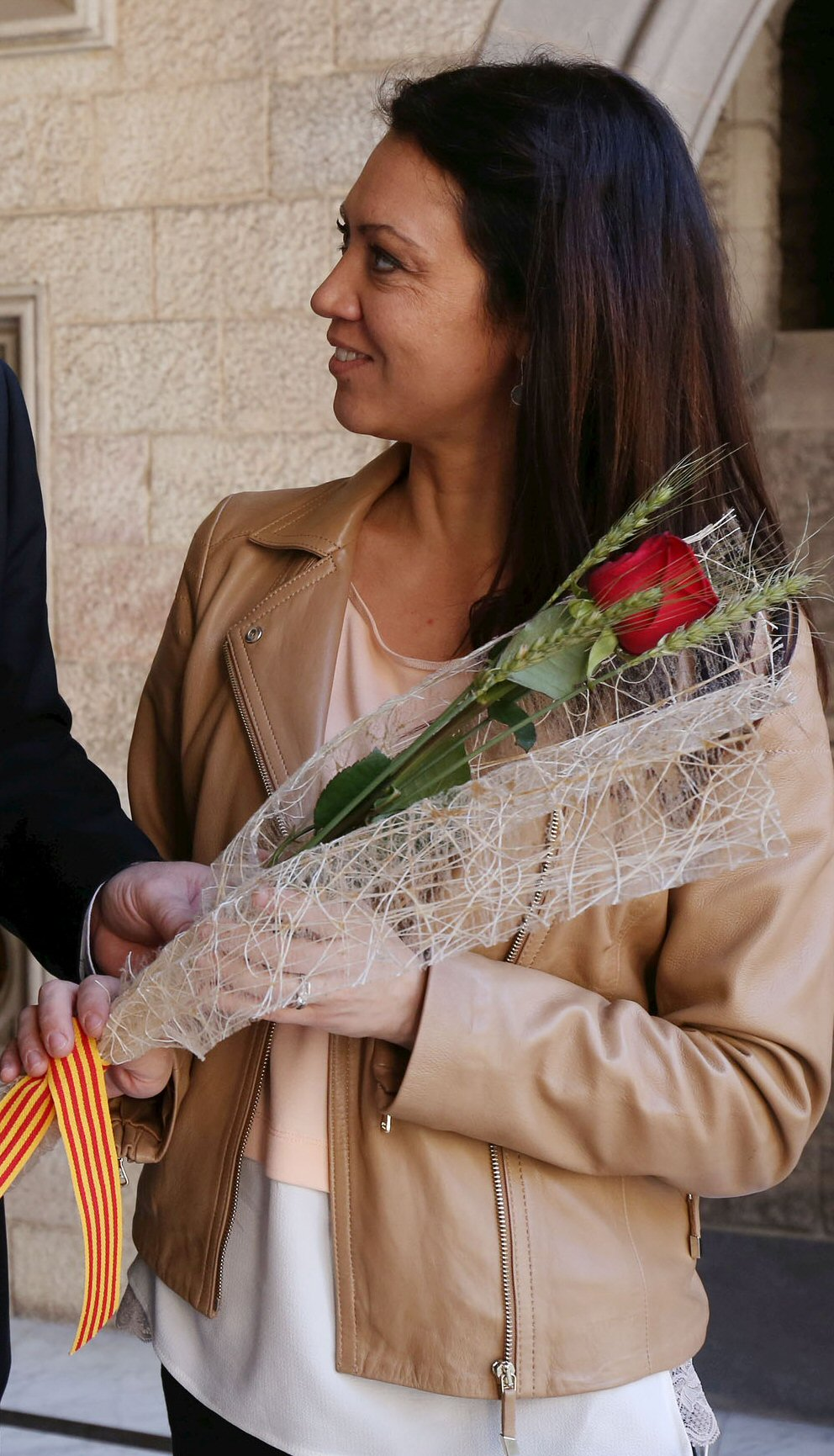
Marcela Topor in 2016

Marcela Topor (Vaslui (Roemenië), 8 september 1976), is journaliste en de echtgenote van de voormalige president van de Generalitat de Catalunya, Carles Puigdemont. Ze heeft Engelse filologie gestudeerd aan de Universiteit van Boekarest.
Topor en Puigdemont hebben elkaar leren kennen in 1998 tijdens het internationale theaterfestival Festival Internacional de Teatre Amateur de Girona (FITAG) in Girona, waar ze optrad met de groep Ludic Theatre. In 2000 zijn ze gehuwd. Als viertalige (Roemeens, Catalaans, Engels en Castiliaans) werd ze hoofdredactrice van Catalonia Today, een Engelstalig blad van de groep El Punt Avui. Ze leidt een televisieprogramma, Catalan connections voor de zender El Punt Avui TV, waarin buitenlanders die in Catalonië wonen in het Engels geïnterviewd worden.